# Lucq-de-Béarn
Lucq-de-Béarn – miejscowość i gmina we Francji, w regionie Nowa Akwitania, w departamencie Pireneje Atlantyckie.
Według danych na rok 1990 gminę zamieszkiwały 933 osoby, a gęstość zaludnienia wynosiła 19 osób/km² (wśród 2290 gmin Akwitanii Lucq-de-Béarn plasuje się na 456. miejscu pod względem liczby ludności, natomiast pod względem powierzchni na miejscu 124.).